# Jan Michał Jackowiak
Jan Michał Jackowiak (ur. 23 grudnia 2007) – polski kolarz szosowy.

## Osiągnięcia
Opracowano na podstawie:

2024
- 1. miejsce w klasyfikacji młodzieżowej  Wyścigu Pokoju Juniorów
- 1. miejsce w Górskich Szosowych Mistrzostwach Polski (junior)
- 5. miejsce w Aubel–Thimister–Stavelot
  - 2. miejsce w klasyfikacji młodzieżowej
- 1. miejsce w klasyfikacji młodzieżowej Giro della Lunigiana
- 14. miejsce na Mistrzostwach Europy w Kolarstwie Szosowym - jazda indywidualna na czas juniorów

2025
- 2. miejsce w Giro di Primavera
- 5. miejsce w Paryż-Roubaix Juniorów
- 1. miejsce w Wyścigu Pokoju Juniorów
- 3. miejsce w Ronde van Vlaanderen Juniorów
- 1. miejsce na 
 Mistrzostwach Polski w Kolarstwie Szosowym - jazda indywidualna na czas juniorów
- 1. miejsce w Mistrzostwach Polski w Kolarstwie Szosowym - wyścig ze startu wspólnego juniorów